# Xã của tỉnh Aude
Đây là danh sách 438 xã của tỉnh Aude ở Pháp.
- (CAC) Communauté d'agglomération du Carcassonnais, created in 2002.
- (CAN) Communauté d'agglomération de la Narbonnaise, created in 2003.

| INSEE | Bưu chính | Xã                                     |
| ----- | --------- | -------------------------------------- |
| 11001 | 11800     | Aigues-Vives                           |
| 11002 | 11320     | Airoux                                 |
| 11003 | 11300     | Ajac                                   |
| 11004 | 11240     | Alaigne                                |
| 11005 | 11290     | Alairac                                |
| 11006 | 11360     | Albas                                  |
| 11007 | 11330     | Albières                               |
| 11008 | 11580     | Alet-les-Bains                         |
| 11009 | 11170     | Alzonne                                |
| 11010 | 11190     | Antugnac                               |
| 11011 | 11600     | Aragon                                 |
| 11012 | 11120     | Argeliers                              |
| 11013 | 11200     | Argens-Minervois                       |
| 11014 | 11110     | Armissan (CAN)                         |
| 11015 | 11190     | Arques                                 |
| 11016 | 11220     | Arquettes-en-Val                       |
| 11017 | 11140     | Artigues                               |
| 11018 | 11290     | Arzens                                 |
| 11019 | 11140     | Aunat                                  |
| 11020 | 11330     | Auriac                                 |
| 11021 | 11140     | Axat                                   |
| 11022 | 11700     | Azille                                 |
| 11023 | 11800     | Badens                                 |
| 11024 | 11100     | Bages (CAN)                            |
| 11025 | 11600     | Bagnoles                               |
| 11026 | 11410     | Baraigne                               |
| 11027 | 11800     | Barbaira                               |
| 11028 | 11340     | Belcaire                               |
| 11029 | 11580     | Belcastel-et-Buc                       |
| 11030 | 11410     | Belflou                                |
| 11031 | 11140     | Belfort-sur-Rebenty                    |
| 11032 | 11240     | Bellegarde-du-Razès                    |
| 11033 | 11420     | Belpech                                |
| 11034 | 11240     | Belvèze-du-Razès                       |
| 11035 | 11500     | Belvianes-et-Cavirac                   |
| 11036 | 11340     | Belvis                                 |
| 11037 | 11090     | Berriac (CAC)                          |
| 11038 | 11140     | Bessède-de-Sault                       |
| 11039 | 11300     | La Bezole                              |
| 11040 | 11200     | Bizanet (CAN)                          |
| 11041 | 11120     | Bize-Minervois                         |
| 11042 | 11700     | Blomac                                 |
| 11043 | 11800     | Bouilhonnac                            |
| 11044 | 11190     | Bouisse                                |
| 11045 | 11300     | Bouriège                               |
| 11046 | 11300     | Bourigeole                             |
| 11047 | 11140     | Le Bousquet                            |
| 11048 | 11200     | Boutenac                               |
| 11049 | 11150     | Bram                                   |
| 11050 | 11500     | Brenac                                 |
| 11051 | 11270     | Brézilhac                              |
| 11052 | 11390     | Brousses-et-Villaret                   |
| 11053 | 11300     | Brugairolles                           |
| 11054 | 11400     | Les Brunels                            |
| 11055 | 11190     | Bugarach                               |
| 11056 | 11160     | Cabrespine                             |
| 11057 | 11420     | Cahuzac                                |
| 11058 | 11240     | Cailhau                                |
| 11059 | 11240     | Cailhavel                              |
| 11060 | 11140     | Cailla                                 |
| 11061 | 11240     | Cambieure                              |
| 11062 | 11140     | Campagna-de-Sault                      |
| 11063 | 11260     | Campagne-sur-Aude                      |
| 11064 | 11200     | Camplong-d'Aude                        |
| 11065 | 11190     | Camps-sur-l'Agly                       |
| 11066 | 11340     | Camurac                                |
| 11067 | 11200     | Canet                                  |
| 11068 | 11700     | Capendu                                |
| 11069 | 11000     | Carcassonne (CAC)                      |
| 11070 | 11170     | Carlipa                                |
| 11071 | 11360     | Cascastel-des-Corbières                |
| 11072 | 11270     | La Cassaigne                           |
| 11073 | 11190     | Cassaignes                             |
| 11074 | 11320     | Les Cassés                             |
| 11075 | 11160     | Castans                                |
| 11076 | 11400     | Castelnaudary                          |
| 11077 | 11700     | Castelnau-d'Aude                       |
| 11078 | 11300     | Castelreng                             |
| 11079 | 11390     | Caudebronde                            |
| 11080 | 11230     | Caudeval                               |
| 11081 | 11160     | Caunes-Minervois                       |
| 11083 | 11220     | Caunettes-en-Val                       |
| 11082 | 11250     | Caunette-sur-Lauquet                   |
| 11084 | 11170     | Caux-et-Sauzens (CAC)                  |
| 11085 | 11570     | Cavanac (CAC)                          |
| 11086 | 11510     | Caves                                  |
| 11087 | 11270     | Cazalrenoux                            |
| 11088 | 11570     | Cazilhac (CAC)                         |
| 11089 | 11170     | Cenne-Monestiés                        |
| 11090 | 11300     | Cépie                                  |
| 11091 | 11230     | Chalabre                               |
| 11092 | 11160     | Citou                                  |
| 11093 | 11140     | Le Clat                                |
| 11094 | 11250     | Clermont-sur-Lauquet                   |
| 11095 | 11700     | Comigne                                |
| 11096 | 11340     | Comus                                  |
| 11098 | 11200     | Conilhac-Corbières                     |
| 11097 | 11190     | Conilhac-de-la-Montagne                |
| 11099 | 11600     | Conques-sur-Orbiel                     |
| 11100 | 11230     | Corbières                              |
| 11101 | 11500     | Coudons                                |
| 11102 | 11250     | Couffoulens (CAC)                      |
| 11103 | 11190     | Couiza                                 |
| 11104 | 11140     | Counozouls                             |
| 11105 | 11300     | Cournanel                              |
| 11106 | 11110     | Coursan (CAN)                          |
| 11107 | 11230     | Courtauly                              |
| 11108 | 11240     | La Courtète                            |
| 11109 | 11190     | Coustaussa                             |
| 11110 | 11220     | Coustouge                              |
| 11111 | 11200     | Cruscades                              |
| 11112 | 11190     | Cubières-sur-Cinoble                   |
| 11113 | 11350     | Cucugnan                               |
| 11114 | 11410     | Cumiès                                 |
| 11115 | 11390     | Cuxac-Cabardès                         |
| 11116 | 11590     | Cuxac-d'Aude (CAN)                     |
| 11117 | 11330     | Davejean                               |
| 11118 | 11330     | Dernacueillette                        |
| 11119 | 11300     | La Digne-d'Amont                       |
| 11120 | 11300     | La Digne-d'Aval                        |
| 11121 | 11240     | Donazac                                |
| 11122 | 11700     | Douzens                                |
| 11123 | 11350     | Duilhac-sous-Peyrepertuse              |
| 11124 | 11360     | Durban-Corbières                       |
| 11125 | 11360     | Embres-et-Castelmaure                  |
| 11126 | 11200     | Escales                                |
| 11127 | 11140     | Escouloubre                            |
| 11128 | 11240     | Escueillens-et-Saint-Just-de-Bélengard |
| 11129 | 11260     | Espéraza                               |
| 11130 | 11340     | Espezel                                |
| 11131 | 11260     | Fa                                     |
| 11132 | 11200     | Fabrezan                               |
| 11133 | 11220     | Fajac-en-Val                           |
| 11134 | 11410     | Fajac-la-Relenque                      |
| 11135 | 11140     | La Fajolle                             |
| 11136 | 11270     | Fanjeaux                               |
| 11137 | 11330     | Félines-Termenès                       |
| 11138 | 11400     | Fendeille                              |
| 11139 | 11240     | Fenouillet-du-Razès                    |
| 11140 | 11200     | Ferrals-les-Corbières                  |
| 11141 | 11240     | Ferran                                 |
| 11142 | 11300     | Festes-et-Saint-André                  |
| 11143 | 11510     | Feuilla                                |
| 11144 | 11510     | Fitou                                  |
| 11145 | 11560     | Fleury (CAN)                           |
| 11146 | 11800     | Floure                                 |
| 11147 | 11140     | Fontanès-de-Sault                      |
| 11148 | 11700     | Fontcouverte                           |
| 11149 | 11400     | Fonters-du-Razès                       |
| 11150 | 11310     | Fontiers-Cabardès                      |
| 11151 | 11800     | Fontiès-d'Aude (CAC)                   |
| 11152 | 11360     | Fontjoncouse                           |
| 11153 | 11270     | La Force                               |
| 11154 | 11600     | Fournes-Cabardès                       |
| 11155 | 11190     | Fourtou                                |
| 11156 | 11600     | Fraisse-Cabardès                       |
| 11157 | 11360     | Fraissé-des-Corbières                  |
| 11158 | 11300     | Gaja-et-Villedieu                      |
| 11159 | 11270     | Gaja-la-Selve                          |
| 11160 | 11140     | Galinagues                             |
| 11161 | 11250     | Gardie                                 |
| 11162 | 11270     | Generville                             |
| 11163 | 11140     | Gincla                                 |
| 11164 | 11120     | Ginestas                               |
| 11165 | 11500     | Ginoles                                |
| 11166 | 11410     | Gourvieille                            |
| 11167 | 11240     | Gramazie                               |
| 11168 | 11500     | Granès                                 |
| 11169 | 11250     | Greffeil                               |
| 11170 | 11430     | Gruissan (CAN)                         |
| 11171 | 11230     | Gueytes-et-Labastide                   |
| 11172 | 11200     | Homps                                  |
| 11173 | 11240     | Hounoux                                |
| 11174 | 11380     | Les Ilhes                              |
| 11175 | 11400     | Issel                                  |
| 11176 | 11220     | Jonquières                             |
| 11177 | 11140     | Joucou                                 |
| 11178 | 11320     | Labastide-d'Anjou                      |
| 11179 | 11220     | Labastide-en-Val                       |
| 11180 | 11380     | Labastide-Esparbairenque               |
| 11181 | 11400     | Labécède-Lauragais                     |
| 11182 | 11310     | Lacombe                                |
| 11183 | 11250     | Ladern-sur-Lauquet                     |
| 11184 | 11420     | Lafage                                 |
| 11185 | 11220     | Lagrasse                               |
| 11186 | 11330     | Lairière                               |
| 11187 | 11330     | Lanet                                  |
| 11189 | 11390     | Laprade                                |
| 11191 | 11330     | Laroque-de-Fa                          |
| 11192 | 11400     | Lasbordes                              |
| 11193 | 11270     | Lasserre-de-Prouille                   |
| 11194 | 11600     | Lastours                               |
| 11195 | 11400     | Laurabuc                               |
| 11196 | 11270     | Laurac                                 |
| 11197 | 11300     | Lauraguel                              |
| 11198 | 11800     | Laure-Minervois                        |
| 11199 | 11290     | Lavalette (CAC)                        |
| 11200 | 11160     | Lespinassière                          |
| 11201 | 11250     | Leuc (CAC)                             |
| 11202 | 11370     | Leucate                                |
| 11203 | 11200     | Lézignan-Corbières                     |
| 11204 | 11240     | Lignairolles                           |
| 11205 | 11600     | Limousis                               |
| 11206 | 11300     | Limoux                                 |
| 11207 | 11300     | Loupia                                 |
| 11208 | 11410     | La Louvière-Lauragais                  |
| 11209 | 11190     | Luc-sur-Aude                           |
| 11210 | 11200     | Luc-sur-Orbieu                         |
| 11211 | 11300     | Magrie                                 |
| 11212 | 11120     | Mailhac                                |
| 11213 | 11330     | Maisons                                |
| 11214 | 11300     | Malras                                 |
| 11215 | 11600     | Malves-en-Minervois                    |
| 11216 | 11300     | Malviès                                |
| 11217 | 11120     | Marcorignan (CAN)                      |
| 11218 | 11410     | Marquein                               |
| 11219 | 11140     | Marsa                                  |
| 11220 | 11800     | Marseillette                           |
| 11221 | 11390     | Les Martys                             |

| INSEE | Bưu chính | Xã                             |
| ----- | --------- | ------------------------------ |
| 11222 | 11380     | Mas-Cabardès                   |
| 11223 | 11570     | Mas-des-Cours (CAC)            |
| 11224 | 11330     | Massac                         |
| 11225 | 11400     | Mas-Saintes-Puelles            |
| 11226 | 11420     | Mayreville                     |
| 11227 | 11220     | Mayronnes                      |
| 11228 | 11240     | Mazerolles-du-Razès            |
| 11229 | 11140     | Mazuby                         |
| 11230 | 11140     | Mérial                         |
| 11231 | 11410     | Mézerville                     |
| 11232 | 11380     | Miraval-Cabardes               |
| 11233 | 11120     | Mirepeisset                    |
| 11234 | 11400     | Mireval-Lauragais              |
| 11235 | 11580     | Missègre                       |
| 11236 | 11420     | Molandier                      |
| 11238 | 11410     | Molleville                     |
| 11239 | 11410     | Montauriol                     |
| 11240 | 11190     | Montazels                      |
| 11241 | 11700     | Montbrun-des-Corbières         |
| 11242 | 11250     | Montclar                       |
| 11243 | 11320     | Montferrand                    |
| 11244 | 11140     | Montfort-sur-Boulzane          |
| 11245 | 11330     | Montgaillard                   |
| 11246 | 11240     | Montgradail                    |
| 11247 | 11240     | Monthaut                       |
| 11248 | 11800     | Montirat (CAC)                 |
| 11249 | 11230     | Montjardin                     |
| 11250 | 11330     | Montjoi                        |
| 11251 | 11220     | Montlaur                       |
| 11252 | 11320     | Montmaur                       |
| 11253 | 11170     | Montolieu                      |
| 11254 | 11290     | Montréal                       |
| 11255 | 11100     | Montredon-des-Corbières (CAN)  |
| 11256 | 11200     | Montséret                      |
| 11257 | 11800     | Monze                          |
| 11258 | 11120     | Moussan (CAN)                  |
| 11259 | 11170     | Moussoulens                    |
| 11260 | 11330     | Mouthoumet                     |
| 11261 | 11700     | Moux                           |
| 11262 | 11100     | Narbonne (CAN)                 |
| 11263 | 11500     | Nébias                         |
| 11264 | 11200     | Névian (CAN)                   |
| 11265 | 11140     | Niort-de-Sault                 |
| 11267 | 11200     | Ornaisons                      |
| 11268 | 11270     | Orsans                         |
| 11269 | 11590     | Ouveillan (CAN)                |
| 11270 | 11350     | Padern                         |
| 11271 | 11330     | Palairac                       |
| 11272 | 11570     | Palaja (CAC)                   |
| 11188 | 11480     | La Palme                       |
| 11273 | 11200     | Paraza                         |
| 11274 | 11300     | Pauligne                       |
| 11275 | 11410     | Payra-sur-l'Hers               |
| 11276 | 11350     | Paziols                        |
| 11277 | 11420     | Pécharic-et-le-Py              |
| 11278 | 11420     | Pech-Luna                      |
| 11279 | 11610     | Pennautier (CAC)               |
| 11280 | 11700     | Pépieux                        |
| 11281 | 11150     | Pexiora                        |
| 11282 | 11230     | Peyrefitte-du-Razès            |
| 11283 | 11420     | Peyrefitte-sur-l'Hers          |
| 11284 | 11400     | Peyrens                        |
| 11285 | 11440     | Peyriac-de-Mer (CAN)           |
| 11286 | 11160     | Peyriac-Minervois              |
| 11287 | 11190     | Peyrolles                      |
| 11288 | 11170     | Pezens (CAC)                   |
| 11289 | 11300     | Pieusse                        |
| 11290 | 11420     | Plaigne                        |
| 11291 | 11270     | Plavilla                       |
| 11292 | 11400     | La Pomarède                    |
| 11293 | 11250     | Pomas                          |
| 11294 | 11300     | Pomy                           |
| 11295 | 11490     | Portel-des-Corbières           |
| 11266 | 11210     | Port-la-Nouvelle               |
| 11296 | 11120     | Pouzols-Minervois              |
| 11297 | 11380     | Pradelles-Cabardès             |
| 11298 | 11220     | Pradelles-en-Val               |
| 11299 | 11250     | Preixan (CAC)                  |
| 11300 | 11400     | Puginier                       |
| 11301 | 11700     | Puichéric                      |
| 11302 | 11140     | Puilaurens                     |
| 11303 | 11230     | Puivert                        |
| 11304 | 11500     | Quillan                        |
| 11305 | 11360     | Quintillan                     |
| 11306 | 11500     | Quirbajou                      |
| 11307 | 11200     | Raissac-d'Aude (CAN)           |
| 11308 | 11170     | Raissac-sur-Lampy              |
| 11190 | 11700     | La Redorte                     |
| 11309 | 11190     | Rennes-le-Château              |
| 11310 | 11190     | Rennes-les-Bains               |
| 11311 | 11220     | Ribaute                        |
| 11312 | 11270     | Ribouisse                      |
| 11313 | 11400     | Ricaud                         |
| 11314 | 11220     | Rieux-en-Val                   |
| 11315 | 11160     | Rieux-Minervois                |
| 11316 | 11230     | Rivel                          |
| 11317 | 11140     | Rodome                         |
| 11318 | 11700     | Roquecourbe-Minervois          |
| 11319 | 11380     | Roquefère                      |
| 11320 | 11340     | Roquefeuil                     |
| 11321 | 11140     | Roquefort-de-Sault             |
| 11322 | 11540     | Roquefort-des-Corbières        |
| 11323 | 11300     | Roquetaillade                  |
| 11324 | 11200     | Roubia                         |
| 11325 | 11250     | Rouffiac-d'Aude (CAC)          |
| 11326 | 11350     | Rouffiac-des-Corbières         |
| 11327 | 11290     | Roullens (CAC)                 |
| 11328 | 11240     | Routier                        |
| 11329 | 11260     | Rouvenac                       |
| 11330 | 11800     | Rustiques                      |
| 11331 | 11270     | Saint-Amans                    |
| 11332 | 11200     | Saint-André-de-Roquelongue     |
| 11333 | 11230     | Saint-Benoît                   |
| 11337 | 11700     | Saint-Couat-d'Aude             |
| 11338 | 11300     | Saint-Couat-du-Razès           |
| 11339 | 11310     | Saint-Denis                    |
| 11334 | 11410     | Sainte-Camelle                 |
| 11335 | 11140     | Sainte-Colombe-sur-Guette      |
| 11336 | 11230     | Sainte-Colombe-sur-l'Hers      |
| 11340 | 11170     | Sainte-Eulalie                 |
| 11366 | 11120     | Sainte-Valière                 |
| 11341 | 11500     | Saint-Ferriol                  |
| 11342 | 11800     | Saint-Frichoux                 |
| 11343 | 11270     | Saint-Gaudéric                 |
| 11344 | 11250     | Saint-Hilaire                  |
| 11345 | 11360     | Saint-Jean-de-Barrou           |
| 11346 | 11260     | Saint-Jean-de-Paracol          |
| 11347 | 11500     | Saint-Julia-de-Bec             |
| 11348 | 11270     | Saint-Julien-de-Briola         |
| 11350 | 11500     | Saint-Just-et-le-Bézu          |
| 11351 | 11220     | Saint-Laurent-de-la-Cabrerisse |
| 11352 | 11500     | Saint-Louis-et-Parahou         |
| 11353 | 11120     | Saint-Marcel-sur-Aude          |
| 11354 | 11220     | Saint-Martin-des-Puits         |
| 11355 | 11300     | Saint-Martin-de-Villereglan    |
| 11356 | 11400     | Saint-Martin-Lalande           |
| 11357 | 11170     | Saint-Martin-le-Vieil          |
| 11358 | 11500     | Saint-Martin-Lys               |
| 11359 | 11410     | Saint-Michel-de-Lanès          |
| 11360 | 11120     | Saint-Nazaire-d'Aude           |
| 11361 | 11400     | Saint-Papoul                   |
| 11362 | 11320     | Saint-Paulet                   |
| 11363 | 11220     | Saint-Pierre-des-Champs        |
| 11364 | 11300     | Saint-Polycarpe                |
| 11365 | 11420     | Saint-Sernin                   |
| 11367 | 11310     | Saissac                        |
| 11368 | 11600     | Sallèles-Cabardès              |
| 11369 | 11590     | Sallèles-d'Aude                |
| 11370 | 11110     | Salles-d'Aude (CAN)            |
| 11371 | 11410     | Salles-sur-l'Hers              |
| 11372 | 11600     | Salsigne                       |
| 11373 | 11140     | Salvezines                     |
| 11374 | 11330     | Salza                          |
| 11375 | 11240     | Seignalens                     |
| 11376 | 11190     | La Serpent                     |
| 11377 | 11190     | Serres                         |
| 11378 | 11220     | Serviès-en-Val                 |
| 11379 | 11130     | Sigean                         |
| 11380 | 11230     | Sonnac-sur-l'Hers              |
| 11381 | 11190     | Sougraigne                     |
| 11382 | 11400     | Souilhanels                    |
| 11383 | 11400     | Souilhe                        |
| 11384 | 11350     | Soulatgé                       |
| 11385 | 11320     | Soupex                         |
| 11386 | 11220     | Talairan                       |
| 11387 | 11220     | Taurize                        |
| 11388 | 11330     | Termes                         |
| 11389 | 11580     | Terroles                       |
| 11390 | 11200     | Thézan-des-Corbières           |
| 11391 | 11380     | La Tourette-Cabardès           |
| 11392 | 11220     | Tournissan                     |
| 11393 | 11200     | Tourouzelle                    |
| 11394 | 11300     | Tourreilles                    |
| 11395 | 11160     | Trassanel                      |
| 11396 | 11160     | Trausse                        |
| 11397 | 11800     | Trèbes (CAC)                   |
| 11398 | 11510     | Treilles                       |
| 11399 | 11400     | Tréville                       |
| 11400 | 11230     | Tréziers                       |
| 11401 | 11350     | Tuchan                         |
| 11402 | 11580     | Valmigère                      |
| 11404 | 11610     | Ventenac-Cabardès              |
| 11405 | 11120     | Ventenac-en-Minervois          |
| 11406 | 11580     | Véraza                         |
| 11407 | 11400     | Verdun-en-Lauragais            |
| 11408 | 11250     | Verzeille                      |
| 11409 | 11330     | Vignevieille                   |
| 11410 | 11600     | Villalier                      |
| 11411 | 11600     | Villanière                     |
| 11412 | 11580     | Villardebelle                  |
| 11413 | 11600     | Villardonnel                   |
| 11414 | 11220     | Villar-en-Val                  |
| 11415 | 11250     | Villar-Saint-Anselme           |
| 11416 | 11600     | Villarzel-Cabardès             |
| 11417 | 11300     | Villarzel-du-Razès             |
| 11418 | 11150     | Villasavary                    |
| 11419 | 11420     | Villautou                      |
| 11420 | 11250     | Villebazy                      |
| 11421 | 11200     | Villedaigne (CAN)              |
| 11422 | 11800     | Villedubert (CAC)              |
| 11423 | 11570     | Villefloure                    |
| 11424 | 11230     | Villefort                      |
| 11425 | 11600     | Villegailhenc                  |
| 11426 | 11600     | Villegly                       |
| 11427 | 11300     | Villelongue-d'Aude             |
| 11428 | 11310     | Villemagne                     |
| 11429 | 11620     | Villemoustaussou (CAC)         |
| 11430 | 11400     | Villeneuve-la-Comptal          |
| 11431 | 11360     | Villeneuve-les-Corbières       |
| 11432 | 11290     | Villeneuve-lès-Montréal        |
| 11433 | 11160     | Villeneuve-Minervois           |
| 11434 | 11150     | Villepinte                     |
| 11435 | 11330     | Villerouge-Termenès            |
| 11436 | 11360     | Villesèque-des-Corbières       |
| 11437 | 11170     | Villesèquelande                |
| 11438 | 11150     | Villesiscle                    |
| 11439 | 11170     | Villespy                       |
| 11440 | 11220     | Villetritouls                  |
| 11441 | 11110     | Vinassan (CAN)                 |